# Black Friday for Future
Black Friday for Future (Originaltitel: Une année difficile) ist eine Filmkomödie von Éric Toledano und Olivier Nakache. Die internationale Premiere des Films, der von zwei Männern handelt, die von den Annehmlichkeiten profitieren, die sich für sie durch den Kontakt mit einer Gruppe von Klimaschutzaktivsten bieten, fand im September 2023 beim Toronto International Film Festival statt. Der Kinostart in Frankreich erfolgte im Oktober 2023, in Deutschland im Dezember 2023.

## Handlung
Albert und Bruno sind beide bis zum Hals verschuldet. Albert hat gerade einen günstigen Fernseher zum Weiterverkauf organisiert, und Bruno hat, infolge der Räumung seiner Wohnung, versucht sich das Leben zu nehmen. Albert rettet ihn, und sie werden Freunde. Auf dem Weg zur Schuldnerberatung, wo sie an einem Kurs des Experten Henri teilnehmen, treffen sie auf eine Gruppe junger Aktivisten, die sich für den Klimaschutz starkmachen.
Angezogen von dem Freibier und den Snacks, die sie bei den Treffen von ihnen angeboten bekommen, werden sie nach und nach Teil der Bewegung. Allerdings fehlt ihnen die wirkliche Überzeugung. Zudem sind beide kaufsüchtig, und die Gruppe hat sich dem Kampf gegen den übermäßigen Konsum verschrieben. Albert fühlt sich zu der jungen Frau, die die Gruppe anführt, hingezogen.

## Produktion

### Regie und Drehbuch

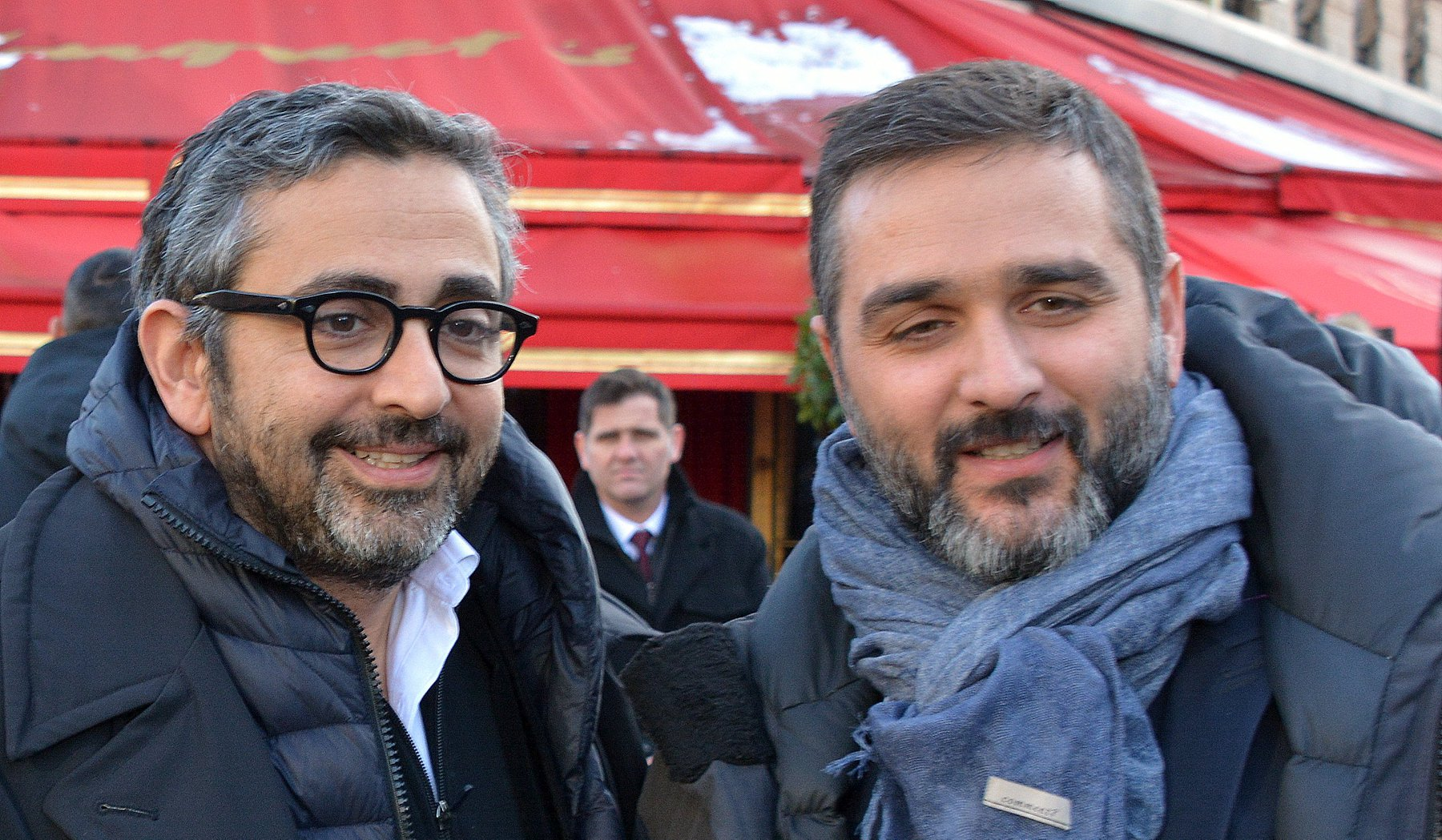
Die Regisseure Éric Toledano und Olivier Nakache

Regie führten Éric Toledano und Olivier Nakache, die gemeinsam auch das Drehbuch schrieben. Seit ihrem gemeinsamen Spielfilmdebüt Zwei ungleiche Freunde aus dem Jahr 2004 arbeiten die beiden Franzosen regelmäßig zusammen. Mehrfach wurden ihre Filme für den César nominiert. Ihre Tragikomödie Ziemlich beste Freunde, in der sich ein vermögender Tetraplegiker und seine neue schwarze Pflegekraft, der gerade eine sechsmonatige Haft abgesessen hat, im Laufe der Zeit anfreunden, war zudem 2013 der Beitrag Frankreichs für eine Oscar-Nominierung in der Kategorie Bester fremdsprachiger Film.
Die Parallelen, die sie bei Menschen, die sich an Schuldnerberatungen wenden, und Menschen, die sich für den Umweltschutz einsetzen, erkannten die beiden Filmemacher in dem eingeschränkten Konsumverhalten beider Gruppen. So stellten sie in Black Friday for Future die beiden Männer, die sich aus finanziellen Gründen nicht viel leisten können, den minimalistisch lebenden Aktivisten gegenüber, die dies bewusst aus Sorge um unseren Planeten tun.

### Besetzung und Dreharbeiten
Pio Marmaï und Jonathan Cohen	spielen Bruno und Albert. Mathieu Amalric spielt Henri, der einen Kurs bei der Schuldnerberatung leitet, den sie besuchen. Weiter auf der Besetzungsliste finden sich Noémie Merlant und Grégoire Leprince-Ringuet.
Die Dreharbeiten fanden im März 2022 in der Region Île-de-France und im Juni 2022 in der Stadt Châteauroux im Département Indre statt. Als Kamerafrau fungierte Mélodie Preel, die vorwiegend in der Werbung tätig ist.

### Filmmusik und Veröffentlichung
Die Filmmusik steuerten Grandbrothers und GoGo Penguin bei. Das Soundtrack-Album mit insgesamt 11 Musikstücken, darunter im Film gespielte Lieder von Yuri Buenaventura, Jacques Brel, Chick, Jimi Hendrix und Yarol Poupaud, wurde Mitte Oktober 2023 von Milan Records als Download veröffentlicht. Einige Tage später soll das Album auch auf CD erscheinen.
Die Weltpremiere erfolgte im Mai 2023. Im September 2023 wurde er beim Toronto International Film Festival und bei der Filmkunstmesse Leipzig gezeigt. Der Kinostart in Frankreich erfolgte am 18. Oktober 2023 und in Deutschland am 28. Dezember 2023. Die Deutschlandpremiere erfolgte bereits am 23. November 2023 im Rahmen der Französischen Filmwoche Berlin, wo Black Friday for Future als Eröffnungsfilm gezeigt wurde. Ende Januar, Anfang Februar 2024 wurde der Film beim Göteborg Film Festival gezeigt. Im März 2024 wurde er beim Vilnius International Film Festival vorgestellt.

## Rezeption
Peter Osteried, Filmkorrespondent der Gilde deutscher Filmkunsttheater, schreibt in seiner Kritik, der Film habe das Herz auf dem rechten Fleck, sei aber nie moralisierend und schon gar nicht belehrend. Den idealistischen Aktivisten stellten Olivier Nakache und Éric Toledano clever ein Duo gegenüber, das auf den eigenen Vorteil bedacht ist, aber im Verlauf der Geschichte dazulernt. Beide Filmemacher und Autoren würden es einfach verstehen, ernste Themen in eine lockere Erzählform zu pressen, und es sei gut möglich, dass sie damit mehr erreichen, als jede Protestaktion, so Osteried. Die eigentliche Stärke ihres Films liege darin, wie er wichtige Themen in den Fokus rückt, aber zugleich mit Humor auflädt. Das mache Black Friday for Future zu einem sehr vergnüglichen Film, wie er eigentlich nur aus Frankreich kommen könne.

## Synchronisation
Die deutsche Synchronisation entstand nach einem Dialogbuch von Yvonne Prieditis und der Dialogregie von Iris Artajo im Auftrag der EuroSync GmbH in Berlin.
| Darsteller                | Synchronsprecher | Rolle          |
| ------------------------- | ---------------- | -------------- |
| Pio Marmaï                | Jaron Löwenberg  | Albert Laprade |
| Jonathan Cohen            | Asad Schwarz     | Bruno Ambrosi  |
| Noémie Merlant            | Yvonne Greitzke  | Kaktus         |
| Mathieu Amalric           | Gerrit Hamann    | Henri Tomasi   |
| Gaïa Warnant              | Moira May        | Bonbon         |
| Luàna Bajrami             | Özge Kayalar     | Antilope       |
| Margot Bancilhon          | Rubina Nath      | Claire         |
| Danièle Lebrun            | Sabina Trooger   | Madeleine      |
| Jean-François Cayrey      | Bernhard Völger  | Marco          |
| Grégoire Leprince-Ringuet | Jannik Endemann  | Quinoa         |
| Charlie Nelson            | Oliver Siebeck   | Richter        |
| Sandrine Briard           | Almut Zydra      | Sirène         |
| Oussama Kheddam           | Peter Lontzek    | Sofiane        |